# Carolyn Franklin
Carolyn Ann Franklin (* 13. Mai 1944 in Memphis (Tennessee); † 25. April 1988 in Bloomfield Hills, Michigan) war eine amerikanische Singer-Songwriterin.

## Leben
Sie war eine jüngere Schwester von Aretha Franklin. Ihr Vater C. L. Franklin war ein Prediger und ein Bürgerrechtler. Die Familie zog mehrmals um, ehe sie sich in der Motown Detroit niederließ. Dort sang Carolyn mit ihren Schwestern Aretha und Erma in einem Kirchenchor.
Sie ist mit 43 Jahren an Brustkrebs gestorben und auf dem Woodlawn-Friedhof in Detroit begraben worden.

## Diskografie
- Baby Dynamite – 1969
- Chain Reaction – 1970
- The First Time I Cried – 1970
- I’d Rather Be Lonely – 1973
- If You Want Me – 1976
- Sister Soul: The Best Of The RCA Years 1969–1976 – 2006